# Itara maxima
Itara maxima är en insektsart som beskrevs av Andrej Vasiljevitj Gorochov 2001. Itara maxima ingår i släktet Itara och familjen syrsor. Inga underarter finns listade i Catalogue of Life.